# Karol III w stroju myśliwskim

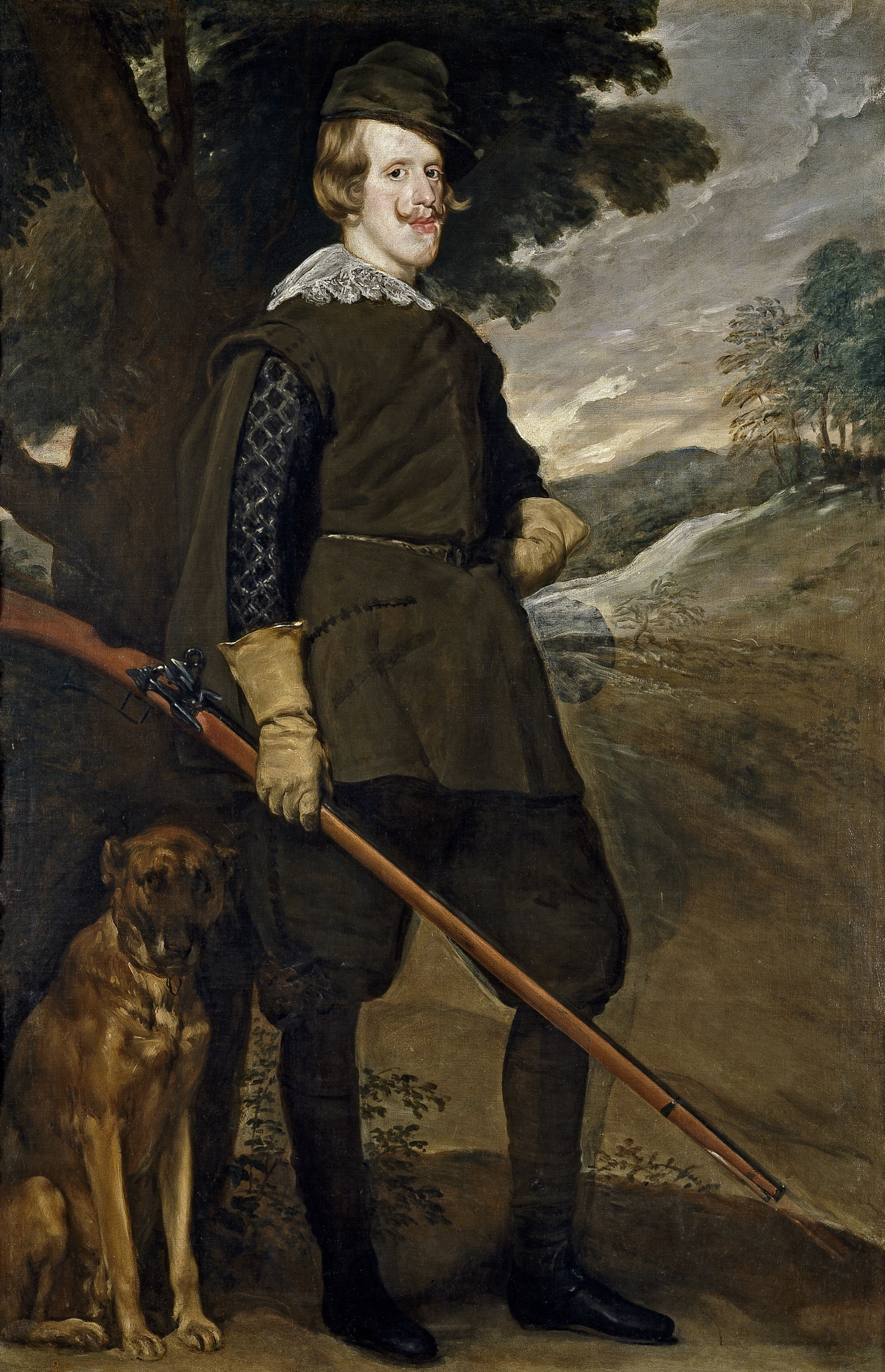
Filip IV w stroju myśliwskim, jeden z obrazów Velázqueza, którymi inspirował się Goya

Karol III w stroju myśliwskim (hiszp. Retrato de Carlos III cazador) – obraz olejny hiszpańskiego malarza Francisca Goi (1746–1828). Portret nawiązujący do myślistwa, ulubionej rozrywki Karola III, został wykonany w pięciu wersjach.

## Okoliczności powstania
W latach 80. kariera Goi jako portrecisty madryckiej arystokracji nabierała tempa. W 1779 został po raz pierwszy przedstawiony Karolowi III, monarcha odwiedził wtedy jego madrycki warsztat. Malarz wspomniana o tym spotkaniu w korespondencji ze swoim przyjacielem Martinem Zapaterem. Między tym wydarzeniem a rokiem śmierci króla (1788) brak udokumentowanych referencji o tym, że Karol III pozował dla Goi. Przy pracy nad portretem malarz korzystał zapewne z prac innych nadwornych malarzy, takich jak Anton Raphael Mengs, lub malował z pamięci. Dzieło wykazuje liczne podobieństwa z pierwszym portretem króla, który Goya namalował około rok wcześniej – Karol III w stroju dworskim. 

## Opis obrazu
Król Karol III (1716–1788) został przedstawiony w stroju myśliwskim, na królewskich ziemiach łowieckich pasma Sierra de Guadarrama, prawdopodobnie w okolicy Eskurialu lub Pałacu El Pardo. Ma na sobie długi szary kaftan, białą koronkową koszulę z kryzą i długą żółtą kamizelkę z paskiem, czarny trikorn. Na piersi widać trzy wstęgi: błękitną orderu jego imienia, czerwoną Orderu Ducha Świętego, niebieską Orderu Świętego Januarego, a także Order Złotego Runa, którego był wielkim mistrzem. Królowi towarzyszy pies, który spokojnie śpi u jego stóp. Na obroży widać inskrypcję: REY Nº S.ºR (Rey nuestro Señor; Król nasz Pan).

## Interpretacja
Myślistwo było dla Karola III prawdziwą pasją, niemal codziennie poświęcał mu kilka godzin. Wierzył, że taka aktywność fizyczna uchroni go przed obłędem, w który popadli zarówno jego ojciec Filip V, jak i starszy brat Ferdynand VI. 
Portret powstał niedługo przed śmiercią króla. Goya przedstawił go jako dobrodusznego człowieka, zahartowanego słońcem i pracą. Jego pełna dobroci i inteligencji twarz jest centralnym elementem kompozycji, w ten sposób Goya stawia go blisko widza, jak gdyby nie był monarchą. Pewność, z jaką król trzyma strzelbę jest metaforą stabilności rządów, trwałości monarchii. Pies śpiący u stóp króla symbolizuje spokój i lojalność ludu pod blisko 30-letnimi rządami Karola III.
Atmosfera oraz strój króla przypominają postaci z projektów tapiserii tworzonych przez Goyę przez wiele lat dla Królewskiej Manufaktury Tapiserii Santa Bárbara. Tematem pierwszej serii projektów, a zarazem pierwszej pracy Goi dla dworu, było myślistwo (np. Polowanie na przepiórki).
Faktura w malarstwie Goi ulega uproszczeniu, co widać na przykładzie psa. Jakość pracy Goi, a zwłaszcza dokładność, z jaką oddaje hafty i właściwości tkanin, zapowiada jego zasłużony sukces na królewskim dworze.

## Wpływ Velázqueza
Motyw monarchy z psem został zapoczątkowany przez Tycjana (Portret Karola V z psem), kontynuowany przez Velázqueza a następnie Goyę. Ten ostatni nawiązuje do łowieckich portretów członków rodziny królewskiej Filipa IV namalowanych przez Velázqueza do myśliwskiego pawilonu Torre de la Parada. Goya uważał Velázqueza za swojego mistrza, dobrze znał jego dzieła: Filip IV w stroju myśliwskim, Książę Baltazar Karol w stroju myśliwskim i Kardynał infant Ferdynand w stroju myśliwskim. W 1778 wykonał ich kopie akwafortą. Możliwe, że portret Karola III miał wisieć obok obrazów Velázqueza w jednej z królewskich rezydencji, ale pierwotne przeznaczenie obrazu nie zostało udokumentowane.
Z dzieł Velázqueza Goya zapożyczył kompozycję, tło, a także niektóre elementy takie jak obecność psa. Postać wyróżnia się na pejzażu skąpanym w świetle, ale paleta barw Goi jest jaśniejsza, z przewagą odcieni niebieskiego i różu, podobnie jak w projektach tapiserii. Według Juliána Gallego, różnica w stosunku do prac Velázqueza leży przede wszystkim w postawie monarchy. Za czasów Filipa IV myślistwo przygotowywało mężczyzn do wojny; w oświeceniowych czasach Karola III ta aktywność przekształciła się w rozrywkę. Fakt, że Karol III trzyma broń w spoczynku, podkreśla tę zmianę.

## 5 wersji obrazu
Istnieje wiele kontrowersji wokół istniejących pięciu portretów Karola III w stroju myśliwskim. Znawcy dzieł Goi nie są zgodni co do tego, które z nich są oryginałami, a które kopiami. Możliwe, że Goya jest autorem wszystkich pięciu obrazów, jednak wiadomo, że różnią się one pod względem jakości i kondycji. Dotychczas nie przeprowadzono porównawczego badania wszystkich wersji. Jako oryginał najczęściej wskazywana jest wersja należąca do kolekcji księżnej de Fernán Núñez. Ta wersja oraz obraz z kolekcji Prado i BBVA są najbardziej zbliżone. Wersje z Urzędu Miasta w Madrycie i kolekcji lorda Margadale (Wielka Brytania) są gorszej jakości.

## Proweniencja
Pochodzenie portretów Karola III w stroju myśliwskim nie jest dobrze udokumentowane. Wersja z Prado została odnotowana w 1814 w inwentarzu królewskiej kolekcji sztuki. Obraz przeniesiono z Pałacu Buen Retiro do Prado w 1847. Od 1915 znajdował się w Muzeum w Léridzie, a od 1929 w Muzeum Historii Madrytu. Wrócił do Prado w 1942, gdzie obecnie się znajduje.